# Semmeringi vasút
A semmeringi vasút (ejtsd: szemeringi, németül Semmeringbahn) Ausztriában, Alsó-Ausztria és Stájerország tartományok határán található, Gloggnitz és Mürzzuschlag között. A vasútvonal kétvágányú, 15 kV 16,7 Hz-cel villamosított, szerves része az osztrák Déli Vasútnak. A Semmering-hágó térségében halad, igen nehéz terepviszonyok és jelentős szintkülönbségek legyőzésével. A hegyvidék domborzati nehézségei miatt ez a szakasz csak később kötötte össze a már működő két vasútszakaszt, ezzel fontos személy- és áruszállítási lehetőséget teremtett a Bécsi-medence és az ország déli területei, illetve Trieszt adriai kikötő között. Ez volt Európában az első hegyi vasút. Tervezője és az építés irányítója Carl Ritter von Ghega mérnök volt.1848 és 1854 között épült 1998-tól a kulturális világörökségi helyszínek közé tartozik. A vasút, a vasút tervezője és a világörökség reprezentatív szabadtéri emlékhelyét Semmering vasútállomásán alakították ki. 2005 óta a Semmering-bázisalagút elkészüléséig a teherforgalom számottevő hányada a GYSEV magyarországi vonalain kerüli ki a meredek hegyvidéki vasutat.

## A vasút tervezése és építése

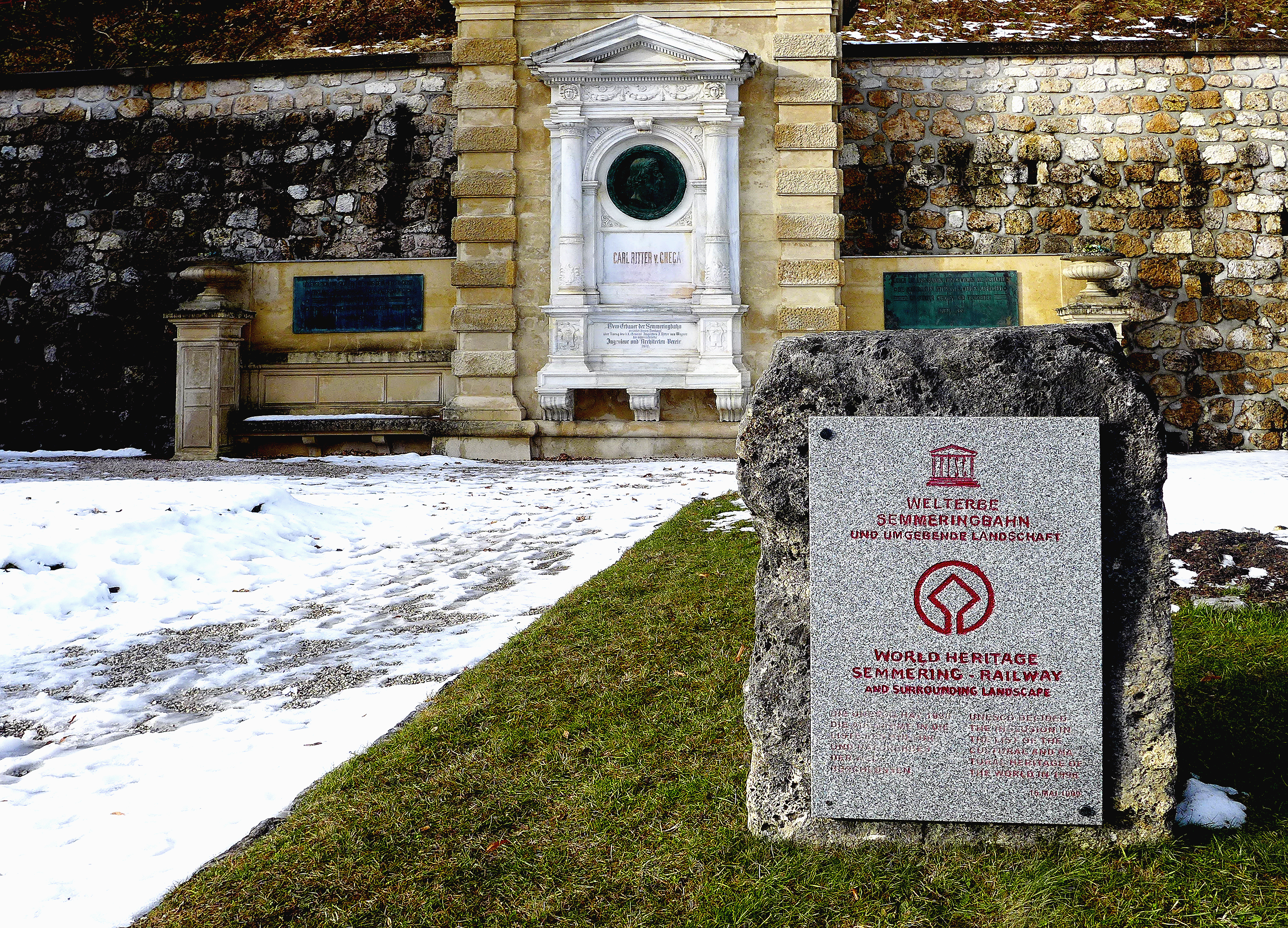
Világörökség Emlékhely

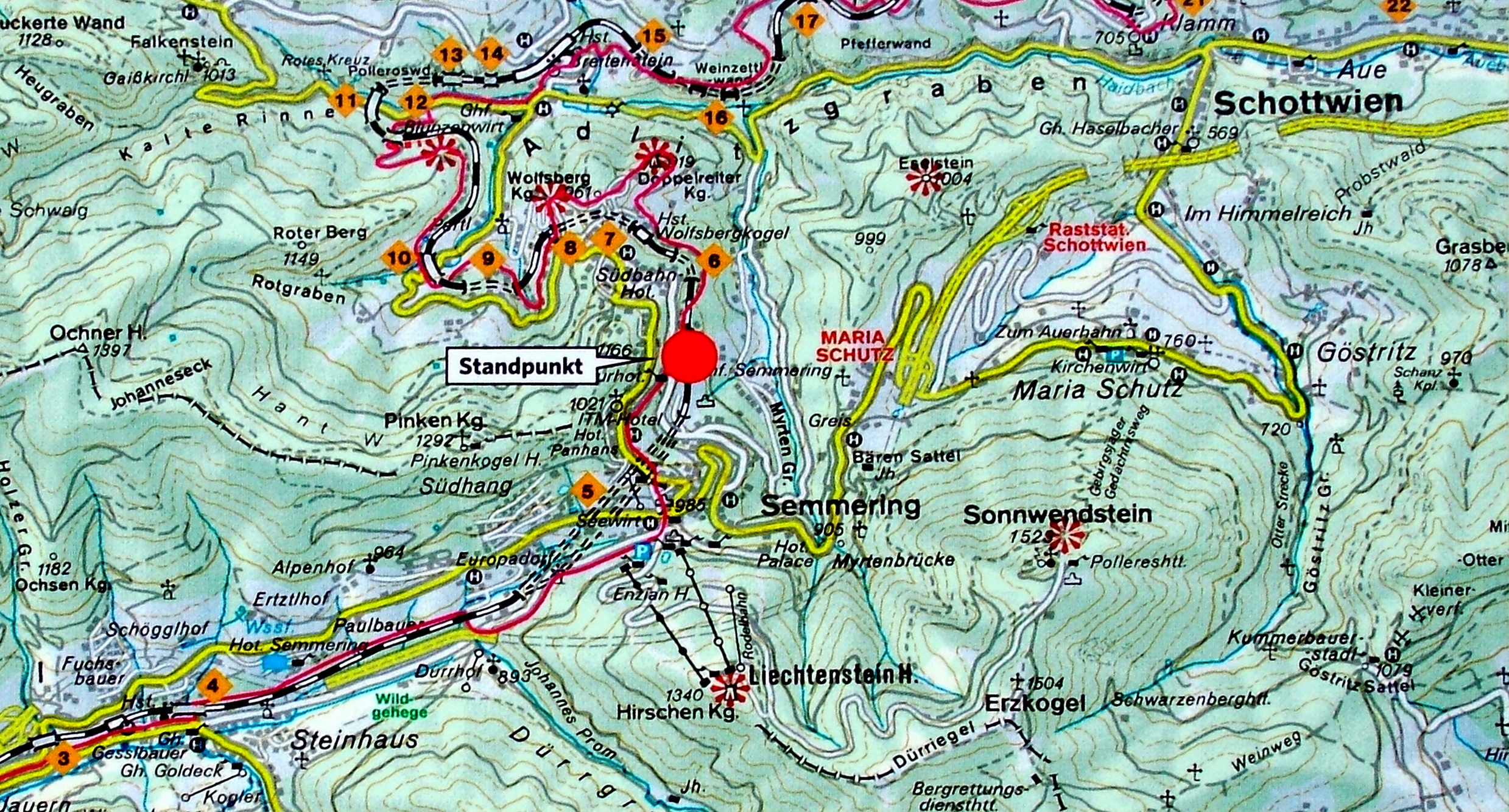
Helyszín és nyomvonal

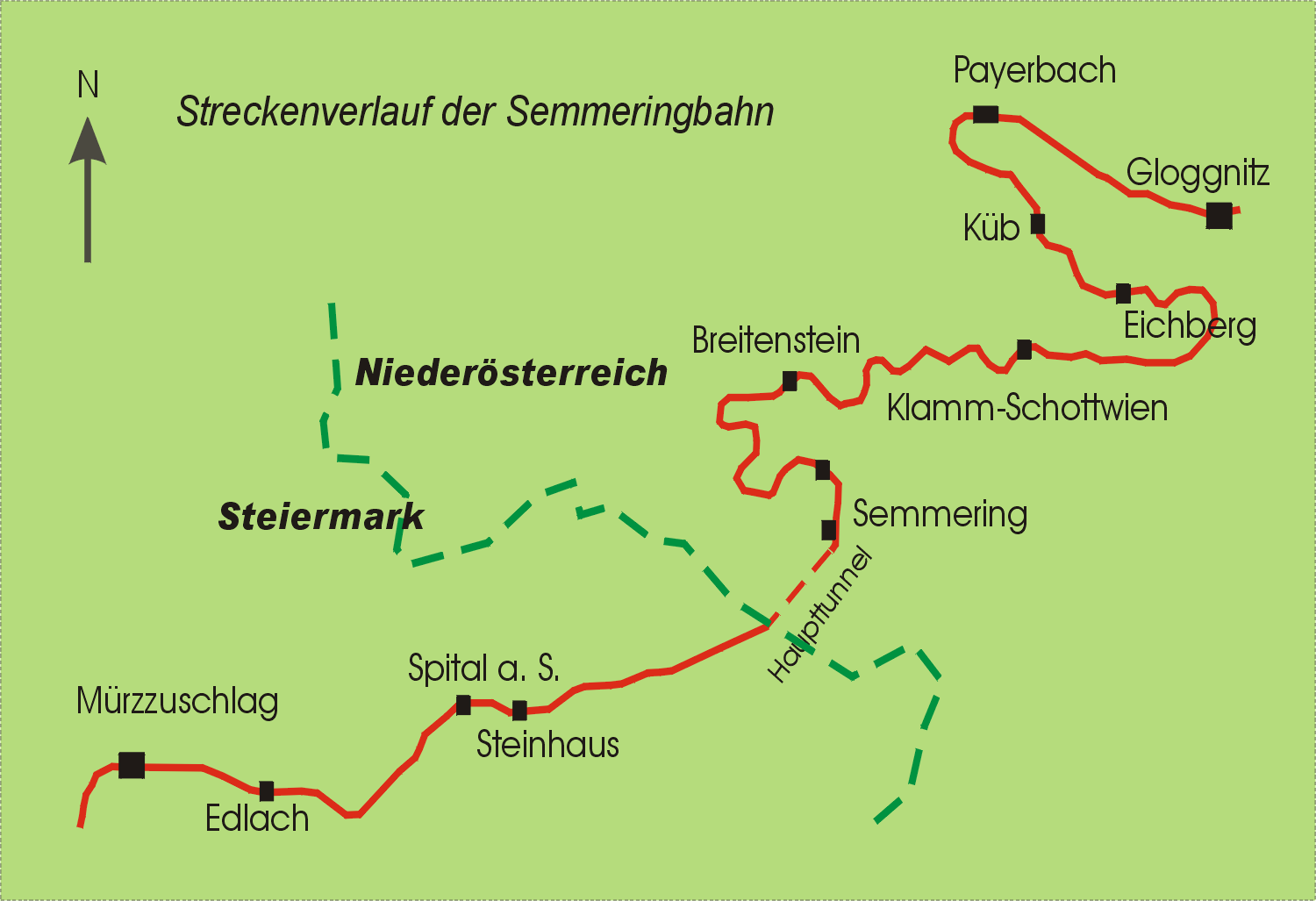
A vasút térképe

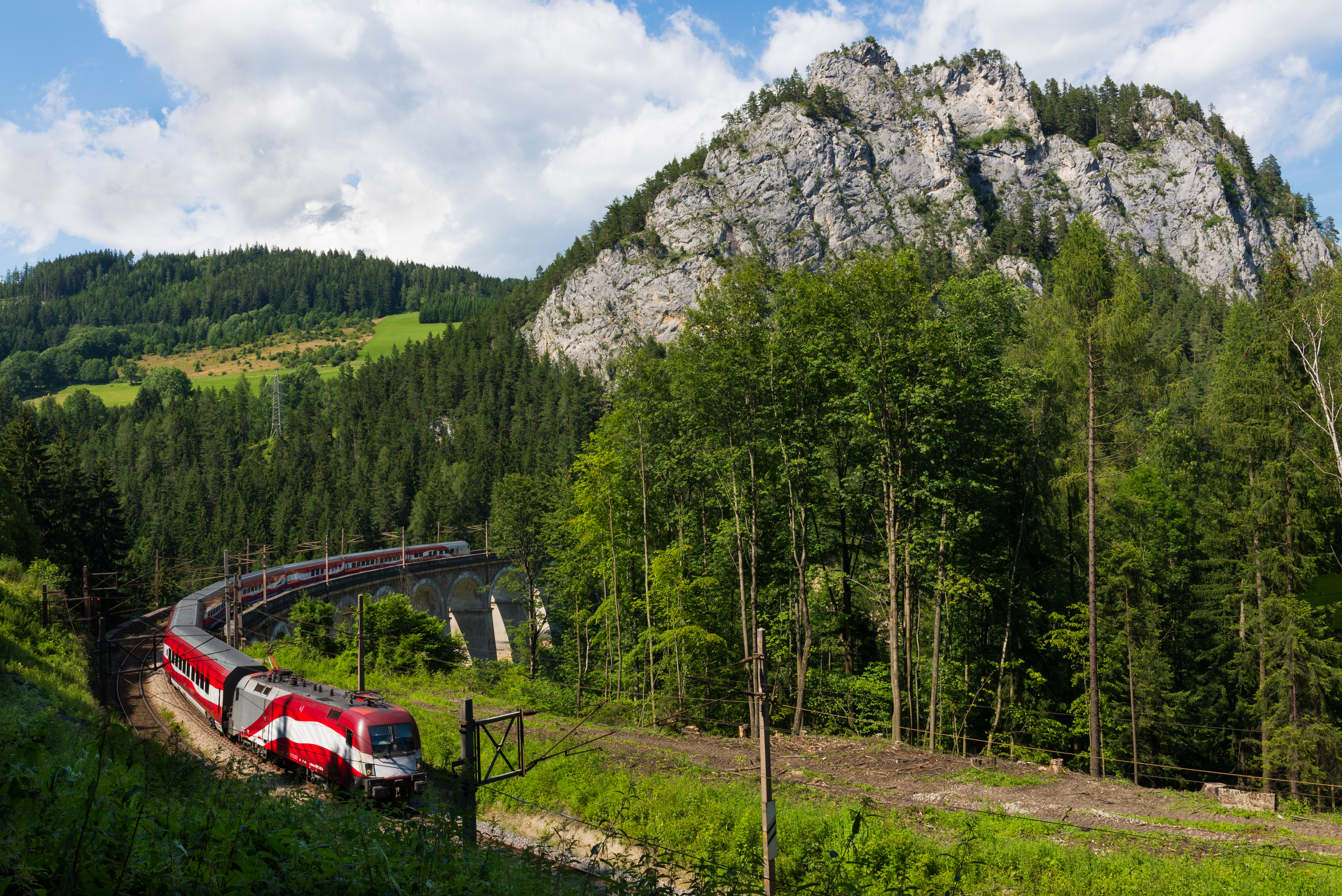
A Semmeringi vasút nyomvonalán

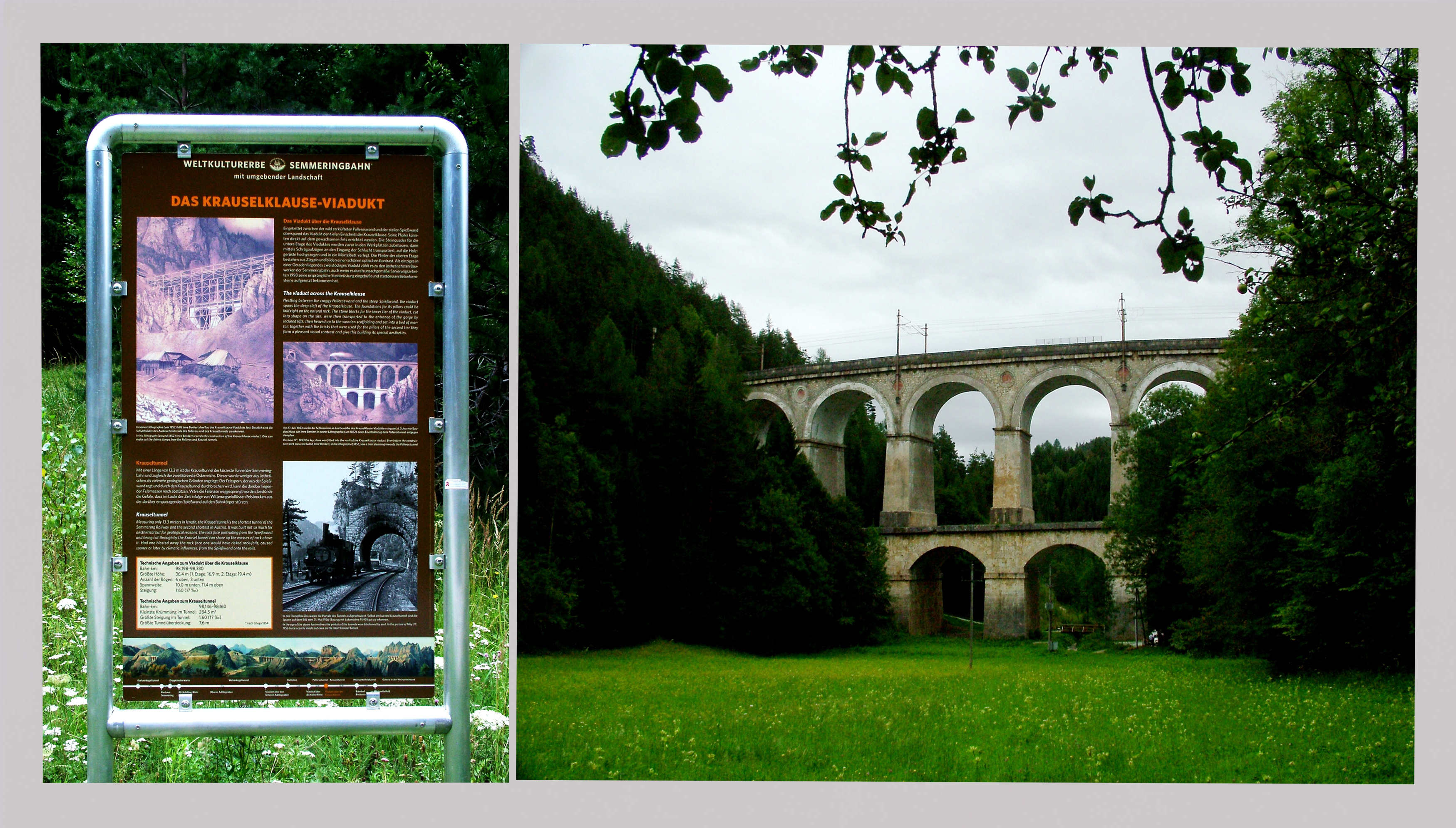
Egy viadukt

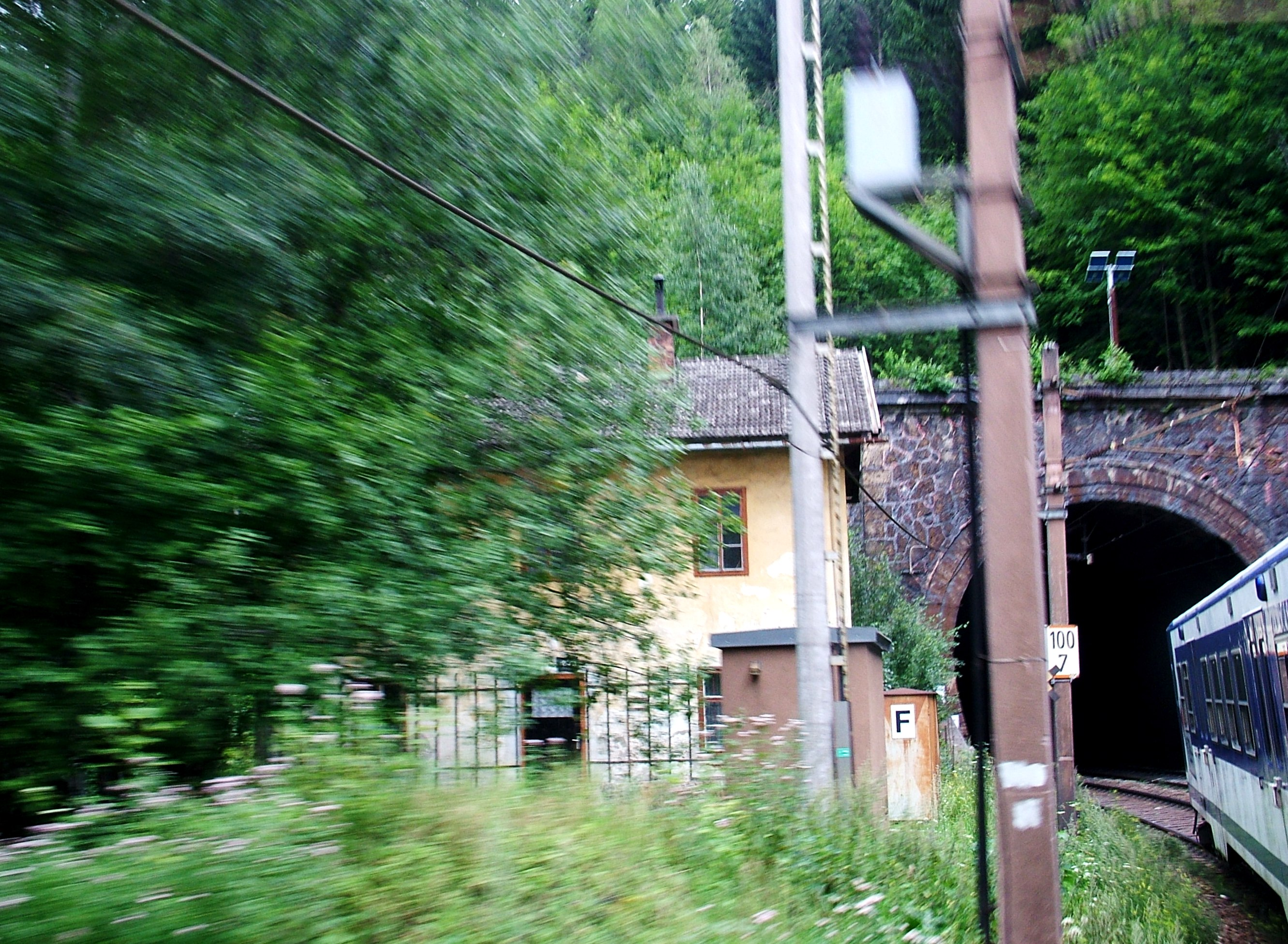
Pályaszakasz

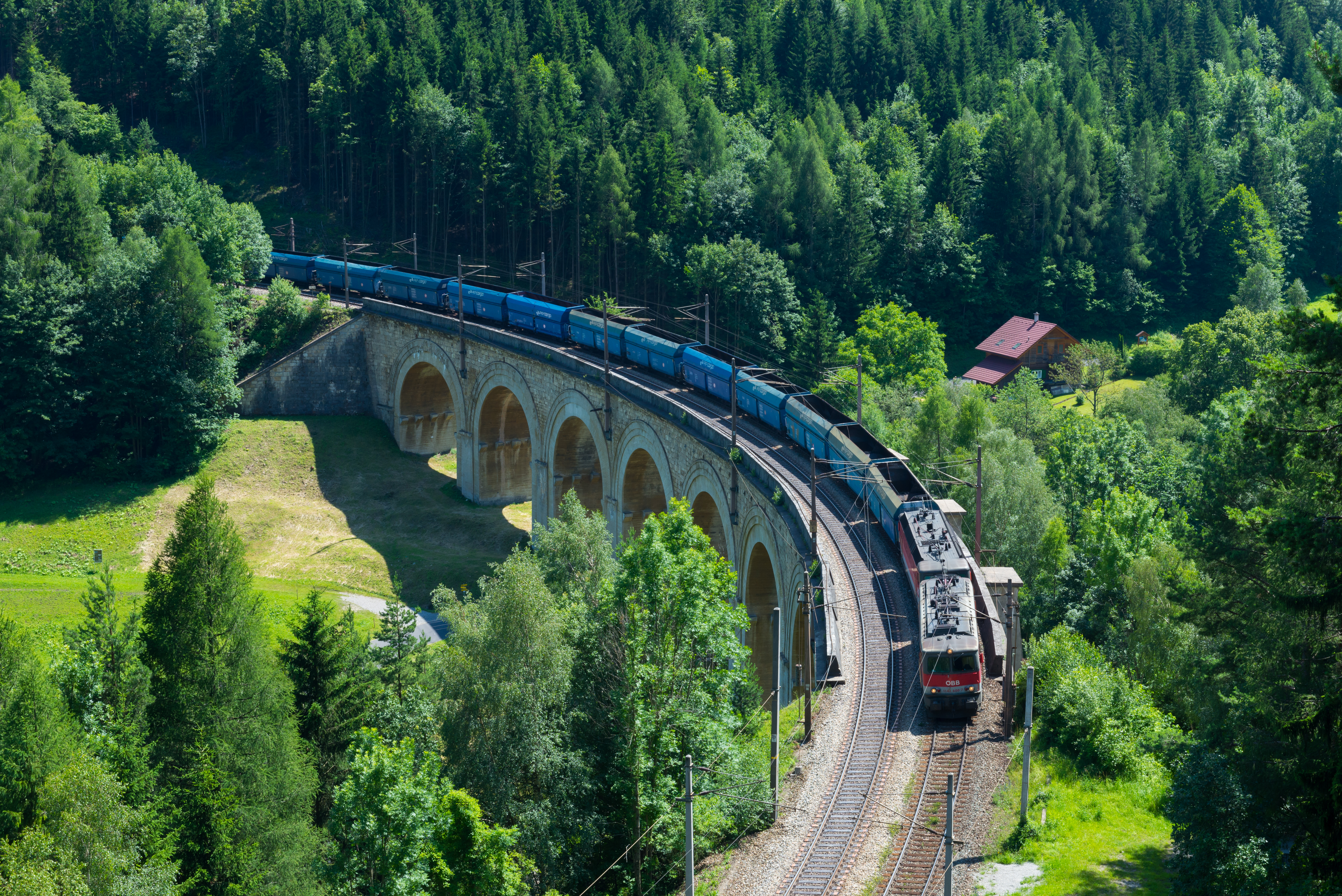
A Fleischmann-viadukt

A vasút tervezője, Carl von Ghega az akkori legújabb technológiákat használta. 1841-ben kapta a megbízást, 1842-ben Nagy-Britanniába és az Egyesült Államokba utazott, hogy előtanulmányokat folytasson a munkához. Három különböző tervet készített: 
- a Schottwien-völgytől délre, a jelenlegi S6-os semmeringi gyorsforgalmi út (Semmering Schnellstraße) nyomvonalán,
- egy meredek hágón át, ahol a maximális meredekség 36‰ volt, és végül
- a megépült változatot.

A semmeringi vasút teljes hossza 41 km, 896 méteres magasságot elérve 460 méter szintkülönbséget küzd le. A legnagyobb sebesség 60–80 km/h. A vasút 14 alagúton, 16 viadukton, több mint 100 kőhídon és 11 vashídon halad át. A leghosszabb alagút 1434 méteres, a viaduktok között előfordulnak kétszintesek is. A teljes hosszúság 60%-ában a lejtés meredeksége 20-25‰. A pálya építésekor a támfalakat, kiszolgáló épületeket és állomásokat gyakran az alagútépítésnél kitermelt kőzetekből építették.
Gondot okozott, hogy az építés idején a távolságokat nem lehetett kellő pontossággal lemérni a tervezéshez, ezért új eszközöket és módszereket kellett kifejleszteni. A távolság megtételéhez új típusú mozdonyok gyártására volt szükség, ami lökést adott a vasúti közlekedés fejlődésének. Az alagutak és viaduktok építésénél 20 000 ember dolgozott hat éven át, ami műszaki és munkaszervezési szempontból is nagy teljesítményt jelentett. A dolgozók kb. egyharmada nő volt. Az építkezés során 89-en haltak meg munkabalesetben és több százan különböző betegségekben, például kolerában.
Az építkezést 1854-ben fejezték be, de az első mozdony már 1853. október 23-án  megtette a Mürzzuschlag–Payerbach szakaszt. Kevéssel ezután a vasút teljes hossza járható volt. 1854. május 16-án I. Ferenc József császár együtt utazott a vasútvonalon a tervezővel. 1854. július 17-én adták át a teljes vonalat. Mivel azonban ez csak egy része volt a teljes déli vasútvonalnak, ünnepélyes megnyitóra nem került sor. Eleinte csak személyforgalmat bonyolítottak rajta keresztül, de 1868-tól kezdve már az áruforgalomnak is megnyitották. 1956 és 1959 között a vasútvonalat villamosították. Míg 1860-ban a menetidő 2 óra 4 perc volt, ez 1938-ban 1 órára, 1990-re 42 percre rövidült.
A semmeringi vasutat már az építésekor tájépítészeti objektumnak tekintették, vagyis arra törekedtek, hogy a műszaki alkotás harmonikusan illeszkedjen a természethez. A semmeringi vasút meghatározó tájépítészeti elemei az 55 őrház, amelyek közül 47 ma is fennmaradt. Az őrházakat két emeletes kőépületként emelték látótávolságon belül és repetitív karakterükkel és építészeti megformáltságukkal jól illeszkednek a környezetbe. Munka- és lakóhelyként a vasúti őrt és családját szolgálták. Ma az őrházak többsége az osztrák szövetségi vasút tulajdonában van, és szintén műemlékvédelem alatt áll.
A vasút megnyitotta az utat a semmeringi turizmushoz; ezidőtől számos szálloda és panzió épült, s a 20. század első harmadától pedig mind a gyógyturizmus-, mind a téli sportok felkapott régiöjává váljon.

## A Világörökség részét képező objektumok

### Panoráma gyalogösvény
A vasút mentén turistaösvény épült, így a vasúti utazás a gyalogtúrával kombinálható. 

### Adlitzgraben-Strasse
(panorámaút)

### Payerbach állomás és kiállítótér
(állomásépület és külső kiállítótér)

### Mürzzuschlag vasútállomás és Vasút-Múzeum

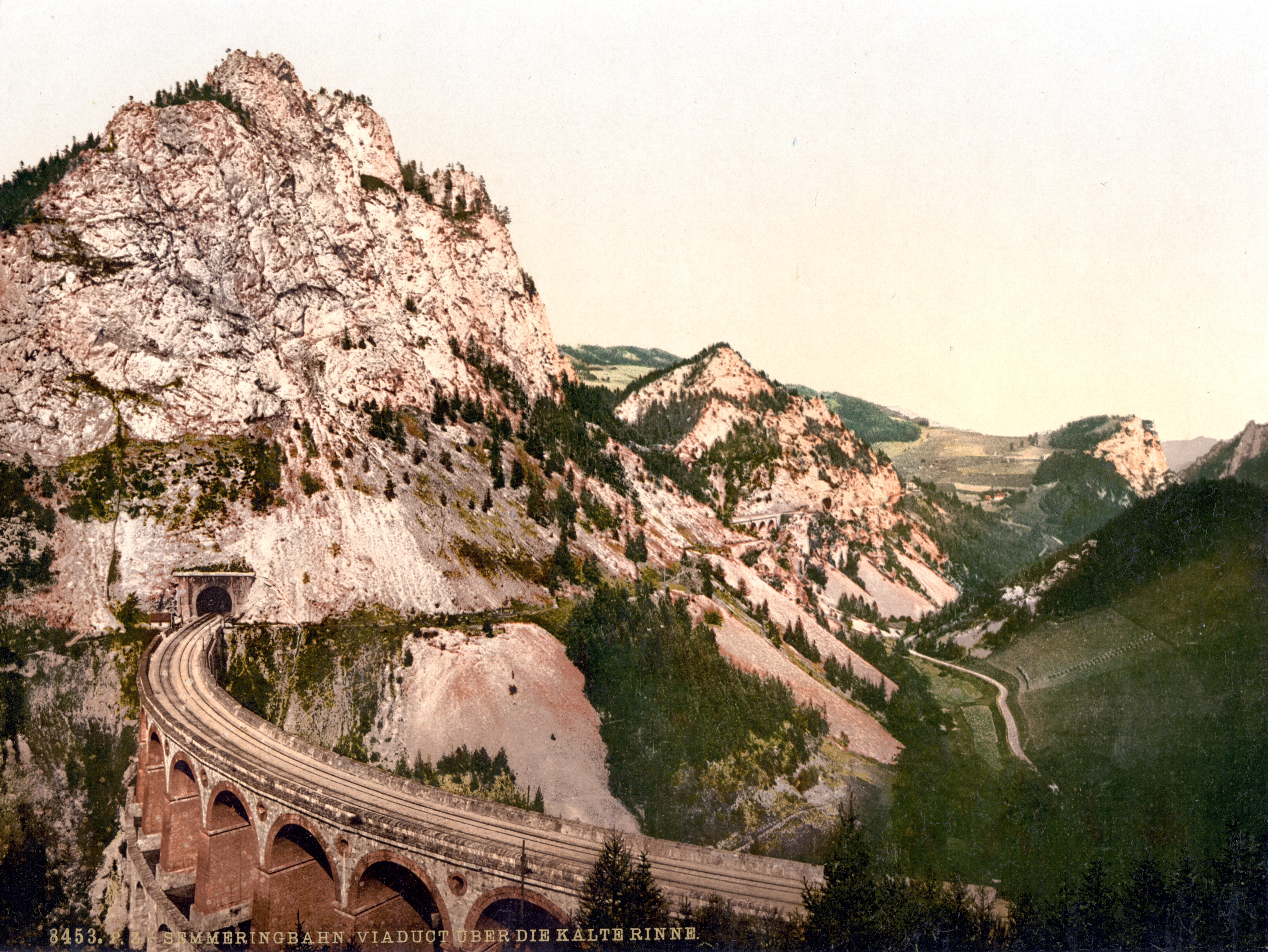
Az egyik viadukt (1900 körül)

### Semmering állomás és Világörökség Információs centrum
(VÖR Centrum, Kiállítás)

## Látnivalók a vasút mentén
A vonal mentén számos nevezetesség található, részben az Osztrák–Magyar Monarchia idejéből, részben régebbi korokból:
- Gloggnitz-kastély,
- Gloggnitz, a múzeumvasút,
- Payerbach község
- Küb község történelmi postahivatala,
- Schottwien és az autópálya-viadukt
- Semmering község gyógy- és üdülőszállodái (Panhans Hotel, Westbahn Hotel stb.)